# Utena (gemeente)
Utena is een van de 60 Litouwse gemeenten, in het district Utena.
De hoofdplaats is de gelijknamige stad Utena. De gemeente telt ongeveer 48.400 inwoners op een oppervlakte van 1229 km².

## Plaatsen in de gemeente
Plaatsen met inwonertal (2001):
- Utena – 33860
- Užpaliai – 877
- Tauragnai – 602
- Vyžuonos – 581
- Antalgė – 564
- Kuktiškės – 485
- Leliūnai – 483
- Sudeikiai – 407
- Atkočiškės – 393
- Saldutiškis – 389